# Mencinhac
Mencinhac (en francès Mensignac) és un municipi francès situat al departament de la Dordonya i a la regió de la Nova Aquitània.

## Demografia
| 1962                                       | 1968 | 1975 | 1982  | 1990  | 1999  | 2007  |
| ------------------------------------------ | ---- | ---- | ----- | ----- | ----- | ----- |
| 786                                        | 762  | 902  | 1.034 | 1.127 | 1.138 | 1.345 |
| Des de 1962: població sense dobles comptes |      |      |       |       |       |       |

## Administració
| Període   | Identitat                          | Partit |
| --------- | ---------------------------------- | ------ |
| 1965-1977 | Jean Nectoux                       |        |
| 1977-1983 | Christiane Nectoux                 |        |
| 1983-2008 | Marc Cochon de Lapparent           |        |
| 2008-     | Philippe Jean-François Vaubourgoin |        |